# Scelotrichia simplex
Scelotrichia simplex är en nattsländeart som beskrevs av Wells och Malicky 1997. Scelotrichia simplex ingår i släktet Scelotrichia och familjen smånattsländor. Inga underarter finns listade i Catalogue of Life.